# L'orecchio spezzato
L'orecchio spezzato (L'Oreille cassée) è il sesto episodio della serie a fumetti Le avventure di Tintin del fumettista belga Hergé. Ancora una volta Hergé nel suo fumetto fa riferimento alla situazione mondiale dell'epoca. La guerra tra San Teodoro e Nuevo Rico, per colpa del petrolio altro non è che il ritratto della guerra del Chaco tra Paraguay e Bolivia, durante gli anni '30.
Durante quest'avventura Tintin si trova ad aver a che fare con un certo Bazaroff. Questo personaggio è il ritratto di un famoso trafficante d'armi dell'epoca che si chiamava Basil Zaharoff.

## Storia editoriale
La storia venne pubblicata settimanalmente sul periodico Le Petit Vingtième dal 1935 al 1937 e raccolto in albo la prima volta nel 1937. Successivamente, nel 1943, venne completamente ridisegnata per renderla stilisticamente omogenea con le nuove storie che venivano pubblicate in albi a colori di 48 pagine con una gabbia a dodici vignette invece che a sei come venivano prima disegnate da Hergé.

## Trama
Un idolo arumbaya è stato rubato dal Museo etnografico e Tintin inizia a cercarlo. Seguendo gli indizi, scopre che anche altri due uomini si interessano all'idolo.
Tintin li segue giungendo a San Teodoro, una (immaginaria) repubblica Sudamericana, trovandosi al centro di una rivoluzione. Per una serie di casualità finisce come aiuto di campo del Generale Alcazar.
Durante la guerra tra San Teodoro e il vicino Nuevo Rico, Tintin fugge fino alla terra degli Arumbayas e lì finalmente scopre il segreto dell'idolo: al suo interno questo conserva un diamante. L'idolo è recuperato e riportato in Europa.